# Parasmittina labellum
Parasmittina labellum är en mossdjursart som först beskrevs av Ferdinand Canu och Ray Smith Bassler 1928.  Parasmittina labellum ingår i släktet Parasmittina och familjen Smittinidae. Inga underarter finns listade i Catalogue of Life.